# Grande meridiana di Bari

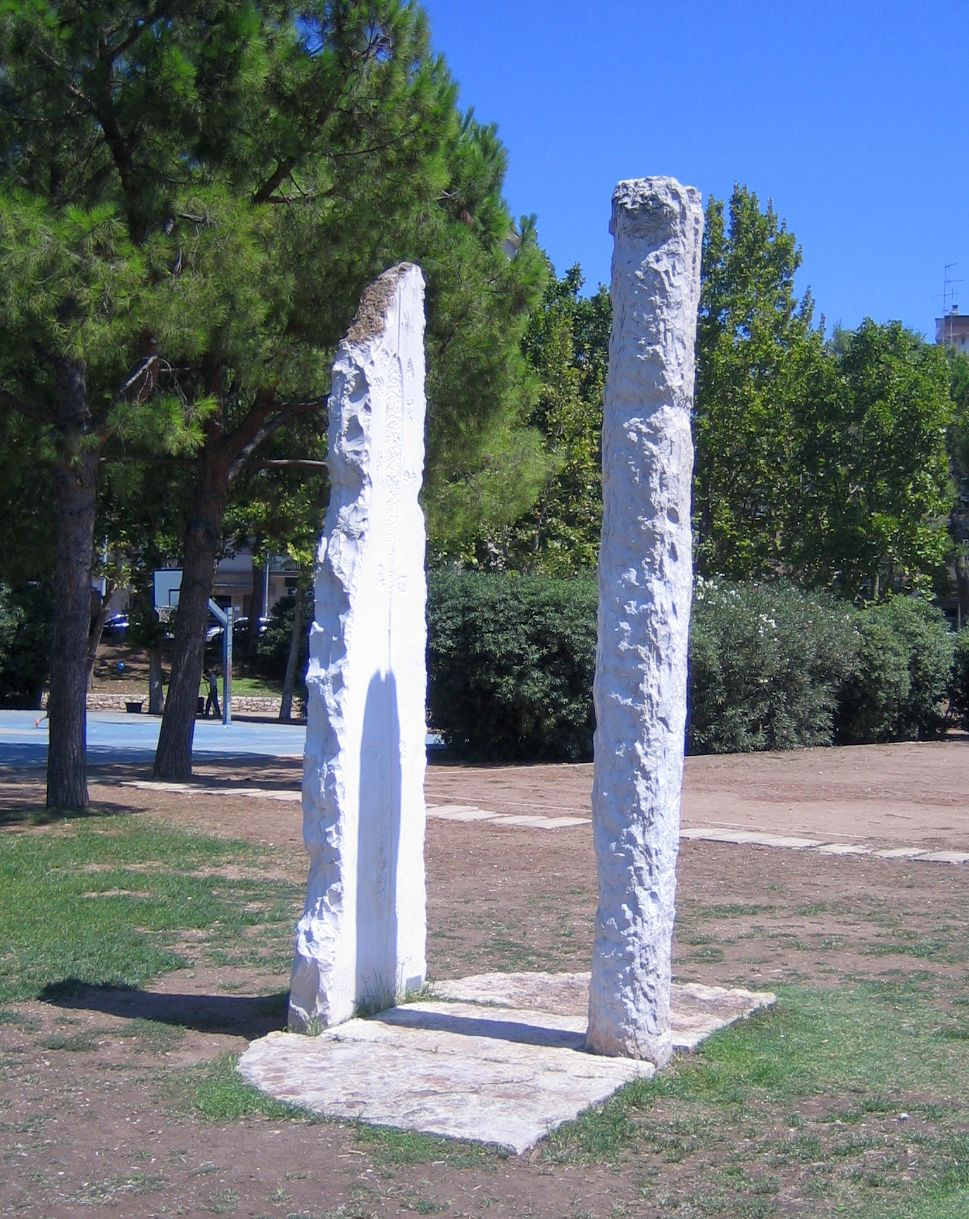
La grande meridiana di Bari alle 13 del 18 agosto 2011. La U intercetta il quadrante dell'analemma in basso in sinistra

La Grande meridiana di Bari è un orologio solare situato nel parco del Largo 2 giugno a Bari, realizzato dal Comune di Bari nel 1987 e restaurato nel 2011, dopo aver subito atti vandalici.

## Descrizione

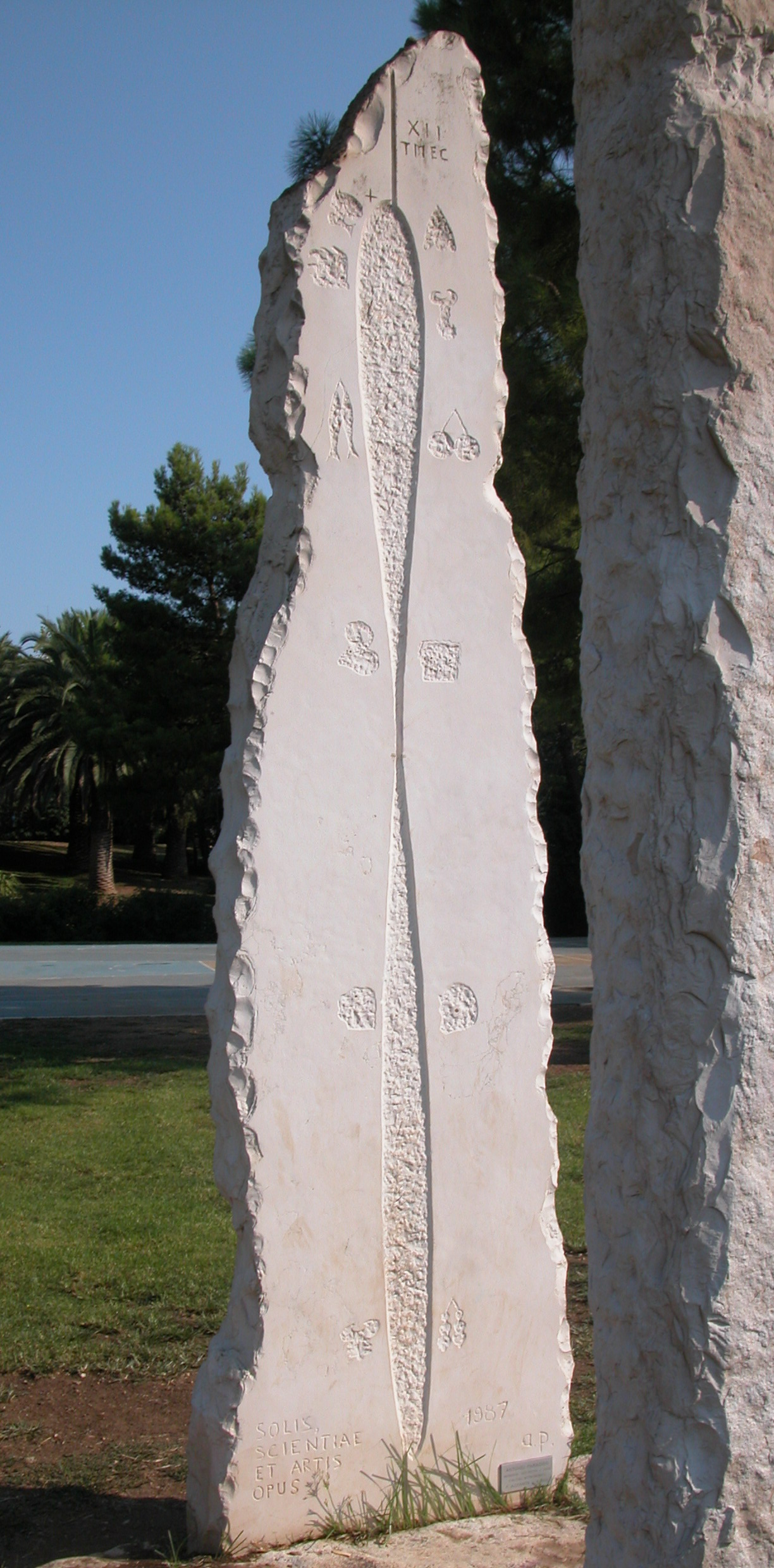
Il quadrante della grande meridiana di Bari

La meridiana è formata da due grandi monoliti in pietra di Trani, la cui forma ricorda quella dei menhir. Quello anteriore (che ha funzione di gnomone) è alto 3,75 m e quello posteriore, sul quale sono incisi l'analemma e alcuni segni zodiacali, è alto 3,60 m. I due monoliti asimmetrici sono allineati nel piano del meridiano, e collegati tra loro da un piano di base perfettamente orizzontale a livello di terra. Il monolito più alto porta incisa in alto una fenditura larga 2,7 cm ed alta 12 cm
Alla base della meridiana è scolpito il motto SOLIS, SCIENTIAE ET ARTIS OPUS ("opera del sole, della scienza e dell'arte") e vi è apposta una targa con data e nomi degli autori, restaurata nel 2011.
Il disegno artistico e la scultura sono opera di Antonio Paradiso. I calcoli astronomici e la definizione tecnica sono opera di Antonio Rini e Francesco Azzarita, dell'Associazione barese astrofili "Guido Horn d'Arturo", dedicata all'omonimo astronomo.

## Funzionamento
La meridiana indica esclusivamente il mezzogiorno a tempo medio dell'Europa centrale: attraverso la fenditura ricavata sulla sommità del monolite anteriore viene proiettato un segnale di luce ad U che scorre sulla superficie a sud del monolite posteriore attraversando il bordo di una curva a otto allungato, detta analemma). Ai lati sono scolpiti i segni zodiacali stilizzati corrispondenti ai periodi dell'anno.
La meridiana segna le ore 12 TMEC (quella degli orologi italiani: le 13 con l'ora legale), quando il segnale di luce ad U intercetta la linea curva dell'analemma. Poiché il segnale intercetta orizzontalmente due volte la curva ad otto, per determinare il mezzogiorno bisogna tenere presente che dal 21 dicembre al 13 aprile vale il pezzo di curva in alto a sinistra, dal 13 aprile al 21 giugno quello in basso a destra, dal 21 giugno al 30 agosto quello in basso a sinistra e dal 30 agosto al 21 dicembre quello in alto a destra.
Una scanalatura verticale non indica la linea del mezzogiorno vero locale: questa è indicata invece dalla linea immaginaria che congiunge due segni "+" incisi in alto e in basso sulla sinistra. Questa linea interseca la curva nelle date del 10 gennaio e del 21 marzo, quando a Bari l'equazione del tempo è pari a zero, cioè tempo solare e tempo medio coincidono.